# Амвросов, Иван Прокопьевич
Ива́н Проко́пьевич Амвро́сов (10 января 1910 — 29 марта 1945) — советский офицер, командир 72-й Краснознамённой горнострелковой бригады 126-го легкого горно-стрелкового корпуса 38-й армии 4-го Украинского фронта. Герой Советского Союза (23.05.1945), полковник.

## Биография

### До Великой Отечественной войны
Родился в семье кустаря. Окончил начальную школу. Работал на мельнице. С 1930 года — в Красной Армии. Вступил в ряды ВКП(б) в 1932 году. В 1933 году окончил Омское военное пехотное училище. Участвовал в Советско-финской войне. Окончил Военную академию имени М. В. Фрунзе в 1940-м.

### Великая Отечественная война
На фронте с 1941 года. Стоял во главе батальона 135-го стрелкового полка 14-й стрелковой дивизии 14-й армии Северного фронта, организовывая оборону Баренцева моря и границы с Финляндией (на полуострове Рыбачий). С мая 1942 года Амвросов переброшен на Карельский фронт, сначала в качестве командира 28-го гвардейского стрелкового полка, а затем в качестве заместителя командира 10-й гвардейской стрелковой дивизии, расположившейся вдоль реки Западная Лица.
В марте 1944-го Амвросов назначается на пост командира 72-й морской стрелковой бригады 126-го лёгкого горнострелкового корпуса 14-й армии. Участвовал в Петсамо-Киркенесской наступательной операции, освобождении Петсамо (Печенга), в операциях на территории Северной Норвегии.
В феврале 1945 года корпус переходит в состав 38-й армии 4-го Украинского фронта и принимает участие в Моравско-Остравской наступательной операции. Бригада полковника Амвросова с боем занимает города Зорау (Жоры) и Лослау (Водзислав-Слёнский). 29 марта 1945 года при освобождении села Рогув (ныне гмина Гожице,  Водзиславский повят, Силезское воеводство, Польша) Амвросов погиб от взрыва снаряда, находясь на своем наблюдательном пункте.

Указом Президиума Верховного Совета СССР от 23 мая 1945 года за умелое командование бригадой и проявленные при этом мужество и героизм полковнику Амвросову Ивану Прокопьевичу присвоено звание Героя Советского Союза с вручением ордена Ленина и медали «Золотая Звезда» (посмертно).

## Память
- Похоронен в польском городе Краков.

## Награды
- Медаль «Золотая Звезда» Героя Советского Союза (23.05.1945)
- Орден Ленина (23.05.1945)
- Орден Красного Знамени (1942)
- Орден Кутузова III степени (1943)
- Орден Суворова II степени (1944)
- Медаль «За боевые заслуги» (1944)
- Медаль «За оборону Советского Заполярья» (1944)